# Ryan Lollis
Ryan Lollis (né le 16 décembre 1986 à Houston, Texas, États-Unis) est un joueur de champ extérieur des Giants de San Francisco de la Ligue majeure de baseball.

## Carrière
Ryan Lollis est pour la première fois repêché en 2005 par les Pirates de Pittsburgh, qui le réclament au 20e tour alors qu'il joue pour son école secondaire de Houston. Il repousse cette première offre pour rejoindre les Tigers de l'université du Missouri. Les Tigers de Détroit de la Ligue majeure de baseball sont tentés et le repêchent au 20e tour de sélection en 2008, mais il retourne à l'université pour ensuite signer son premier contrat professionnel avec les Giants de San Francisco, qui le choisissent au 39e tour en 2009. Entamant sa carrière professionnelle en 2009, il atteint le niveau Triple-A des ligues mineures en 2012.
À l'âge de 28 ans et à sa 7e saison en ligues mineures, Ryan Lollis fait ses débuts dans le baseball majeur le 4 juillet 2015 avec les Giants de San Francisco.